# Moraxellaceae
Moraxellaceae je porodica bakterija iz razreda Gammaproteobacteria. U porodicu Moraxellaceae svrstana se u mnoge vrste koje su patogene za čovjeka, kao što su npr. vrste Acinetobacter baumannii ili Moraxella catarrhalis.

## Rodovi
Porodica se satoji od 7 rodova:
1. genus Acinetobacter Brisou & Prévot, 1954
2. genus Alkanindiges Bogan, Sullivan, Kayser, Derr, Aldrich & Paterek, 2003
3. genus Branhamella Catlin, 1970
4. genus Enhydrobacter Staley, Irgens & Brenner, 1987
5. genus Moraxella Lwoff, 1939
6. genus Perlucidibaca J. Song, Y.J. Choo & J.C. Cho, 2008
7. genus Psychrobacter Juni & Heym, 1986